# 马梅尔岑
马梅尔岑是德国莱茵兰-普法尔茨州的一个市镇。总面积4.12平方公里，总人口1047人，其中男性501人，女性546人（2011年12月31日），人口密度254人/平方公里。